# Фегезак, Оттон Мориц
Оттон Мориц фон Фегезак (нем. Otto Moritz von Vegesack; 19 июля 1807, Рига — 15 марта 1874) — российский министр-резидент в ганзейских городах.

## Биография

### Происхождение
Происходил из лифляндских дворян.

### Образование
Среднее образование получил в рижской губернской гимназии, высшее — на юридическом факультете Дерптского университета в 1825—1828 годах.

### Государственная служба
Поступил на службу в 1832 году в ведомство Государственной коллегии иностранных дел. В 1835 году был назначен третьим секретарем при российской миссии в Греции, в 1839 году — младшим, а в 1845 году — старшим секретарем при миссии в Берлине; оттуда он в 1850 году был переведён в том же звании в Мюнхен. Будучи в звании камергера и в чине действительного статского советника, в 1864 году был назначен  поверенным в делах в Гамбурге, Любеке и Бремене, а с 1866 года состоял министром-резидентом в тех же городах и при дворах великого герцога Ольденбургского и герцога Брауншвейгского. В 1873 году был произведён в тайные советники.